# 奧謝烏鄉
47°02′N 22°30′E / 47.033°N 22.500°E
奧謝烏鄉（羅馬尼亞語：Comuna Aușeu, Bihor），是羅馬尼亞的鄉份，位於該國西北部，由比霍爾縣負責管轄，面積73平方公里，海拔高度349米，2007年人口3,073，人口密度每平方公里42人。